# Dysdera castillonensis
Dysdera castillonensis là một loài nhện trong họ Dysderidae.
Loài này thuộc chi Dysdera. Dysdera castillonensis được miêu tả năm 1996 bởi Ferrández.